# Део урбане целине старе чаршије у улици Светог Саве у Сокобањи са низом индивидуалних зграда
Део урбане целине старе чаршије у улици Светог Саве у Сокобањи са низом индивидуалних зграда на простору од угла улице ЈНА до завршетка западне стране улице 7 јула је део урбане целине у Сокобањи који представља непокретно културно добро као просторно културно-историјска целина, уписано под ознаком ПКИЦ 69 у централном регистру 17. децембра 2010. У регистар Завода за заштиту споменика културе Ниш је уписано 25. новембра 1986. године под бројем ПКИЦ 7. Решење о проглашењу за НКД је Одлука СО Сокобања број 011-62/83-01 од 14.12.1983. године.

## Историјат
Чаршија у Сокобањи, према историјским изворима, уобличавана је у турском периоду у XVIII веку и током првих деценија XIX века. Смештена је у средишту Сокобање и представљала је пословни део насеља, са трговачким и занатлијским радњама и кафанама.
Стара чаршија у Сокобањи се састоји из четири дела које чине продавнице, занатске радње и угоститељски објекти градске архитектуре с краја XIX, и почетка XX века и представљају изразите представнике градитељства и архитектонског стила свог времена.
Већина објеката из тог периода је временом, осим габарита, изгубила свој првобитни изглед, али је основна амбијентална вредност целина сачувана. Овај део урбане целине старе чаршије обухвата улицу Светог Саве, заједно са низом индивидуалних кућа за становање на простору од угла улице Војводе Мишића до завршетка западне стране улице Карађорђеве у Сокобањи и преедставља једну од четири урбане целине старе чаршије. Период настанка је од турског периода до првих деценија ХХ века.